# Ornixola
Ornixola là một chi bướm đêm thuộc họ Gracillariidae.

## Các loài
- Ornixola caudulatella (Zeller, 1839)